# Platyplectrus politus
Platyplectrus politus är en stekelart som först beskrevs av Lin 1963.  Platyplectrus politus ingår i släktet Platyplectrus och familjen finglanssteklar. Inga underarter finns listade i Catalogue of Life.